# Leucaena diversifolia
Leucaena diversifolia, comúnmente conicida como leucaena de montaña, es una especie de árbol, perteneciente a la familia Fabaceae (leguminosas). Es nativo de México y América Central, y ha sido introducido en el Sureste Asiático. Gracias a su fácil adaptación, a sus distintos usos y a su alta rentabilidad se ha convertido en una variedad ideal para arreglos agroforestales. En el Valle del Cauca en Colombia se ha convertido en una especie invasora que se debe erradicar.

## Otros nombres comunes
- Leucaena roja
- Guaje blanco

## Sinonimia
- Diversifolia Schltdl acacia.
- L. brachycarpa Urb
- L. laxifolia Urb
- L. stenocarpa Urb

Originaria de América tropical, aparentemente del sur de México (Yucatán). Se extiende de México hasta Nicaragua, incluyendo Guatemala, Honduras y el Salvador. Los españoles la llevaron a Filipinas y desde ahí fue introducida a Indonesia, Malasia, Papúa, Nueva Guinea y el sudoeste asiático. 
Se han desarrollado más de cien variedades para diferentes condiciones de clima, suelo y usos clasificadas en tres tipos: hawaiano, salvadoreño y peruano.

## Descripción
- Forma: árbol caducifolio o perennifolio de 6 a 20 m de alto, de copa abierta y forma irregular.
- Hojas: alternas bipinnadas de 9 a 15 cm de largo, con 13 – 15 pares de pinas, cada una con 35 – 40 pares de hojuelas.
- Tronco y ramas: tronco usualmente torcido se bifurca a diferentes alturas. Ramas cilíndricas ascendentes.
- Corteza y madera: corteza lisa a ligeramente fisurada, grisnegrusca. Madera color crema amarillento muy fibrosa, amarga, con olor a ajo.
- Flores y frutos: tiene unas cabezuelas con aproximadamente 80 a 100 flores de color rosado de 1 a 2,5 cm de diámetro; flor de 4 a 5,3 mm. Sus frutos son vainas oblongas, divididas en capítulos florales de 30 o más vainas, de 1 a 2 dm de largo por 1 a 2,3 cm de ancho, verdes cuando tiernas y rojizas de maduras; conteniendo de 15 a 20 semillas por vaina.
- Raíz: profunda y extendida. Penetra las capas más profundas del suelo aprovechando el agua y los minerales de estas zonas.
- Sexualidad: hermafrodita

## Fenología
- Follaje: perennifolio / caducifolio
- Floración: florece a lo largo del año dependiendo de la precipitación o la disponibilidad de agua.
- Fructificación: fructifica a lo largo del año. Los frutos maduran de marzo a abril
- Polinización: entomófila (insectos)

## Fisiología
- Asociación con nódulos: nódulos fijadores de nitrógeno en las raíces. Simbionte Rhizobium y/o Bradyrhizobium. Nodula espontáneamente con el rizobium del lugar lo que permite buena adaptación aún en sitios con factores limitantes (nutrición). Sus nódulos grandes prolíficos se encuentran en las raicillas de las capas superficiales y aireadas del suelo.
- Competencia: fuerte competidora con otros cultivos y/o árboles nativos en situaciones de estrés.
- Crecimiento: especie de rápido crecimiento, longevidad aproximada de 50 años. Muestra un incremento medio anual de 2,8 m en altura y 2,4 cm de diámetro. El crecimiento es lento en las primeras etapas de desarrollo de la planta y en sitios donde no hay estación seca bien definida y para un crecimiento óptimo una precipitación pluvial no menor a 180 mm.
- Descomposición: la hojarasca presenta una rápida descomposición.
- Establecimiento: es lenta para establecerse, pero una vez establecida, su productividad es alta aún bajo defoliación regular
- Producción de hojas, flores, frutos, madera y semillas: excelente productora de materia orgánica. Se logran producciones anuales de 23 t/ha, en densidades de 66.600 árboles/ha y cosechas a intervalos de 60 días. Tiene una capacidad para formar follaje fácilmente. Sus hojas tienen un alto contenido de nitrógeno (4,3 % peso seco). Alcanza su estado reproductivo y de producción en 1 o 2 años, no obstante la semilla debe cosecharse de individuos de más de 3 años. Un árbol con copa bien desarrollada puede producir entre 500 y 1500 g de semilla limpia. Se puede llegar a cosechar hasta 50 t/ha de hojas y vainas verdes. Producción de leña 50 m³/ha/año. Sus rendimientos en madera varían de 24 a 100 m³/ha/año, según los resultados en algunas plantaciones experimentales.
- Germinación: especie de rápida germinación. Se inicia a los 3 días y se completa a los 20 días, obteniéndose un 75% de germinación a los 5 días. Hay 33000 - 54000/kg
- Variabilidad / Latencia /Longevidad de la semilla: sus semillas tienen una longevidad que oscila entre los 3 y 15 años. Presentan latencia física. Cubierta impermeable, este tipo de semilla es ortodoxa.

## Propagación
- Tratamiento pregerminativo: las semillas frescas se ponen en remojo en agua fría luego se siembra 89% de germinación. Para las semillas secas el proceso es dejar en inmersión en agua a temperatura de 75 a 85 °C por 3 a 5 minutos, dejar enfriar y sembrar esto da un 56% de germinación.
- Reproducción sexual: se siembran directamente en bolsas, con 2 – 5 semillas por bolsa, o en camas seudo-estacas. Germinan en 3 y 20 días. Las plántulas en bolsas están listas para el trasplante a los 3 – 4 meses.
- Reproducción asexual: se da por brotes o retoños (tocón). Ya que tiene alta capacidad de rebrote, lo que le permite ser utilizada para producir diversos productos en muy corto tiempo (leña, forraje). Se puede dar también por estacas aunque con este proceso se tiene una tasa muy baja de supervivencia.

## Usos y ventajas
- Esta planta tiene un excelente forraje, creando así una excelente capa de acolchado, mantillo o abono verde.
- Conservación del suelo por lo tanto control de la erosión.
- Estabilización de suelos, sobre todo cuando se lo siembra en curvas a nivel

- Drenaje de tierras inundables. Las raíces extendidas desintegran los horizontes más profundos del suelo lo que mejora la penetración del agua y disminuye la lixiviación de la superficie.
- Fijación del Nitrógeno (N2) atmosférico (100-600 kg N/ha/año).
- Mejora la fertilidad de los suelos (barbecho).
- Recuperación de terrenos degradados. Esta planta se ha utilizado para rehabilitar sitios donde hubo explotación minera.
- Al ser una madera con un alto poder calorífico es ideal para barreras contra incendios.
- Por su gran tamaño y fuerte fijación al suelo se le puede utilizar como barrera rompe vientos.
- Su uso ornamental es muy común ya que es una planta muy bonita.
- Por su altura y su frondoso follaje es utilizada para refugio de animales y sombra a plantas que requieran de esta.
- Su madera dura y resistente se usa para postes, vigas, herramientas y construcciones livianas.
- Las hojas son un muy buen forraje con alto contenido de proteína 27%y vitaminas, calcio y potasio. Con un alto porcentaje de digestibilidad 60 – 70%. ideal para alimentación de animales rumiantes, pero no para mono gástricos ya que tiene un alto contenido de un aminoácido tóxico (mimosina) que puede causarles daño. Los rumiantes poseen una bacteria que contrarresta el efecto de este aminoácido.
- Una hectárea puede producir de 10 a 20 toneladas de materia seca comestible.
- En algunos países sus frutos son muy apreciados por su alto contenido de vitamina A y proteína (46%). De sus semillas secas se hace te. Usos en la apicultura. Producción de miel
- Sus semillas son usadas para la joyería artesanal.
- Resistencia a las plagas de termitas.
- Soporta largas temporadas de sequías
- Rápido crecimiento y propagación
- Colorantes para textiles
- Pulpa para papel
- Su uso medicinal es la desparasitación
- Leña y carbón de excelente calidad ya que tiene un alto poder calorífico 3200 – 3500 kcal/kg

## Desventajas
- Intolerante a inundaciones permanentes, ya que los suelos mal drenados limitan el desarrollo de micorrizas y rizobium, por lo tanto los árboles muestran crecimientos deficientes.
- A suelos con altos niveles de acidez particularmente cuando están asociados con aluminio altamente intercambiable, entonces hay limitaciones en la disponibilidad del calcio, magnesio, potasio y fósforo.
- La especie no tolera la sombra por lo que no puede ser plantada en sitios enmalezados o bajo sombra de otros árboles.
- No crece en suelos muy compactos como ejemplos suelos de sobrepastoreo.
- Susceptible a daño por ramoneo, insectos y roedores su principal plaga es el ataque de psyllido: Heteropysilla cubana.
- Tendencia a atraer malezas.